# شينيفيل (كيبك)
شينيفيل (بالإنجليزية: Chénéville, Quebec)‏ هي بلدية محلية في كيبيك تقع في كندا في Papineau Regional County Municipality. يقدر عدد سكانها بـ 792 نسمة ومساحتها 66.80 كم2 .